# Студзиньский, Кароль
Кароль Павел Студзиньский (в старых русских источниках Карл Студзинский, пол. Karol Paweł Studziński; 24 января 1828, Краков — 15 марта 1883, Варшава) — польский скрипач, композитор и музыкальный педагог, альтист. Брат Петра и Винцента Студзиньских.

## Биография
Учился в Кракове у своего старшего брата Винцента, затем у Винцента Горончкевича. С 1843 г. играл на скрипке в одном из оркестров города. Около 1853 г. перебрался в Варшаву, играл в оркестре Варшавской оперы и в струнном квартете Аполлинария Контского. Некоторое время выступал также как певец (тенор) в составе созданного им камерного вокального ансамбля (первоначально квартета, затем октета). В Варшавском институте музыки был профессором сольфеджио и хорового пения, преподавал и скрипку (среди его учеников, в частности, Владислав Гурский).
Опубликовал учебник «Основы пения» (пол. Początki śpiewu; 1871) и пособие «Принципы музыки, или Наука чтения нот голосом» (пол. Zasady muzyki oraz Nauka czytania nut głosem; 1871, 6-е издание 1896). Автор пяти месс (в том числе реквиема), различных хоровых и вокальных сочинений; особой популярностью пользовался вокальный квартет с солирующим альтом «К розе» (пол. Róże или Do róży). Музыка Студзиньского исполнялась в Польше до Первой мировой войны.

## Сочинения
Вокальные
- Пять месс, в том числе:
  - Польская месса для четырёх голосов и органа (слова А. Фелинского; исп. в июле 1858; «Отче наш» (Ojcze nasz) из этой мессы изд. 1858)
  - Латинская месса (исп. 1859)
  - Реквием (Msza rekwialna)
- Молитва к Богородице (Modlitwa do Matki Boskiej) для голоса с фортепиано (оп. ок. 1860)
- «К розе» (пол. Róże или Do róży) для вокального квартета с солирующим альтом (слова В. Вольского; оп. ок. 1859)
- «Ангел-хранитель» (Anioł stróż) для вокального квартета (ок. 1860)
- «Весна» (Wiosna), мазурка для вокального квартета (слова Максимилиана Радзишевского; оп. 1861)
- Ноктюрн для вокального квартета (оп. до 1868)

Камерно-инструментальные ансамбли
- Маленький ноктюрн (Małe nocturno) a-moll для скрипки с фортепиано (оп. ок. 1855)

Фортепиано
- «Краковянка» (Krakowianka), тремблант полька (оп. ок. 1855)
- «Вилянувский» (Willanowski), фантастический мазур (оп. 1866)

Песни для голоса с фортепиано
- «Девушка и голубь» (Dziewczę i gołąb), слова А. Э. Одыньца (оп. ок. 1860)
- «Братья» (?) (Bratki), дуэттино для двух детских голосов, слова Я. Лукашевской (оп. ок. 1858)
- Песенки [5] с фортепиано (Piosenki z towarzyszeniem fortepianu; оп. ок. 1870)
- Молитва (Modlitwa), слова М. Радзишевского (оп. 1873)
- «Любимая» (Zakochana), мазурка Ф. Шопена op.7 № 2 со словами К. Уейского (оп. ок 1864)